# Tyatya
Pour l’article ayant un titre homophone, voir Tiatia.
Le Tyatya, Tiatia ou Tsiatsia, en russe : Тятя, est un volcan de Russie situé dans les îles Kouriles, sur Kounachir dont il est le point culminant avec 1 819 mètres d'altitude.

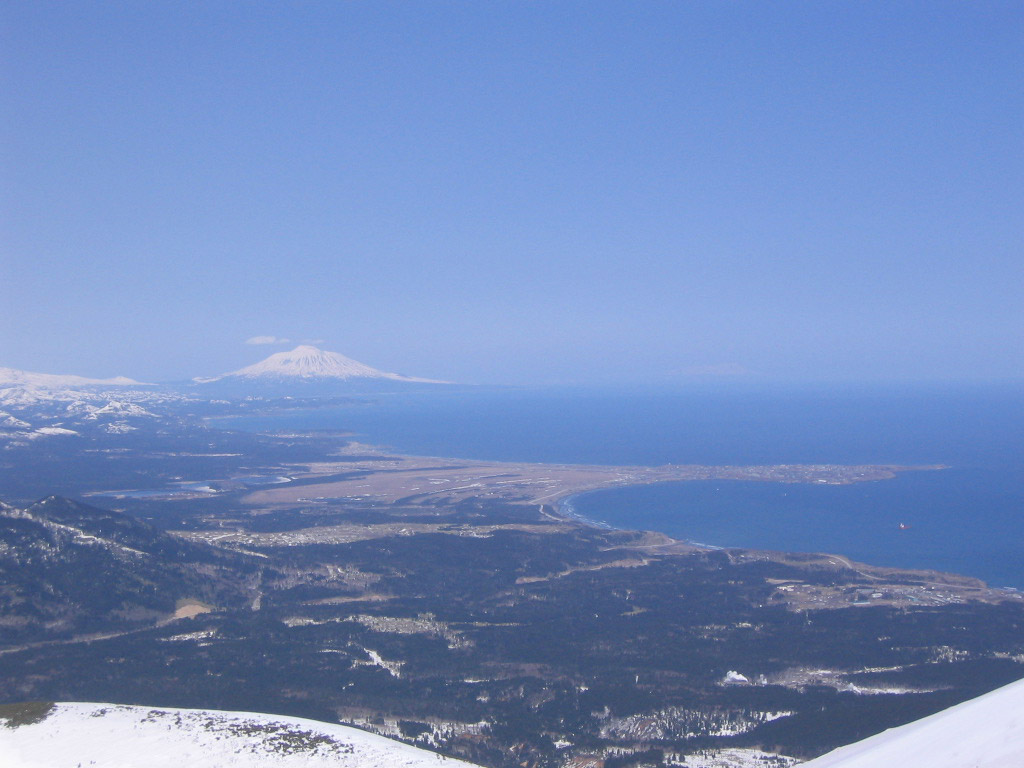
Vue aérienne d'une partie de Kounachir avec le Tyatya à l'horizon.

Il est aussi appelé 爺爺岳, Chachadake, Chachanobori, Chachanupuri ou Sofunobori en japonais ou encore Antonia Peak et St Antony Peak en anglais.